# Списак француских уметничких дела у Народном музеју Србије
Француска уметничка колекција у Народном музеју Србије састоји се од више од 250 слика и више од 400 графика и цртежа, од 16. до почетка 20. века, укључујући колекцију Шломовић (58 слика и преко 200 графика). 
Међу француским сликарима заступљеним у колекцији су Роберт Турнијер, Хубер Роберт, Себастијан Бурдон, Ежен Делакроа, Пол Гоген, Пјер Огист Реноар, Анри де Тулуз-Лотрек, Анри Матис, Клод Моне, Пол Сезан, Едгар Дега, Жан Батист Камиј Коро, Мери Касат, Пол Сињак, Морис Утрило, Огист Роден, Жорж Руо, Пјер Бонар, Камиј Писаро, Одилон Редон, Гистав Моро, Оноре Домије, Ежен Каријер, Морис Вламенк, Андре Дерен, Раул Дифи, Сузана Валадон, Ежен Фроментин, Емил Бернар, Жан-Луи Форен, Андре де Сегоњак, Робер Делоне, Жил Паскин, Роза Бонур, Мари Лоренсен, Жорж Дуфренуа. 
Графичка и бакрописна колекција укључује дела Шарла Лебрена, Себастиена Боурдона, Жак Калоа, Шарл-Франсоа Добињиа, Дегаа, Ежен Делакроа, Жан Батист Камиј Короа, Ле Корбизјеа (3 графика), Пјер Огист Реноара, Жан Коктоа, Ежен Каријера итд.

Неки од радова су:
- Никола Турње, Концерт (платно 120к169цм) (Пре приписивања Каравађу)
- Роберт Турнијер, Регент и госпођа Де Парабере (платно 96к130цм)[1]
- Жан-Марк Натје , Портрет даме са цвећем (платно 73к59цм)
- Хубер Роберт, (2 дела) Степениште парка палате Фарнезе[2] и Парк на језеру[3]
- Феликс Надар, Портрет Милоша Обреновића (платно 116к90цм 1874)
- Пол Сезан, (5 дела) Доручак на терену (4 дела)[4] - (литографија)  Купачи (акварел)[5],
- Реноар, (18 слика, 5 пастела, 25 цртежа, 28 принтс)[6] платна: Купачица, Девојке под кишобранима , Пејзаж с поштом у Кању на мору , мали дечак , две девојчице , Свирачи гитаре (цртежи), Две жене са кишобранима (1879, пастел на папиру), Купачи (цртеж) и други
- Клод Моне, Руанска катедрала
- Анри де Тулуз-Лотрек, (3 дела) Женски портрет (платно), Портрет Ивете Гилбер (цртеж кредом), Певачица (литографија)
- Едгар Дега, (40 дела) Три Балерине у плавом[7] , Куртизане , Балерине (цртеж), Монотипе , купатило , попрсје човека у меканом шеширу и други
- Пол Гоген, (5 дела) Тахићанка (уље на платну - 143 к 98 цм), Тахићанка са псом (акварел), Мртва природа са бочицом ликера Бенедикт (уље на платну), Бретонске радости (1889, темпера), Тахићански занатлија (акварел)
- Камиј Писаро, (2 платна, 2 акварела, 6 графика)  Зелени пејзаж (платно), Портрет Пола Гогена (акварел), Пут кроз поље (акварел) и други
- Анри Матис, (3 дела) Црвена буква (платно)[8],  Глава жене (цртеж), Поред прозора (платно)